# Taşçı (Develi)
Taşçı, auch Bakırdağ, ist ein Dorf im Landkreis Develi der türkischen Provinz Kayseri. Es liegt etwa 35 Kilometer südöstlich der Kreisstadt Develi und 65 Kilometer südöstlich von Kayseri. Im Jahr 2011 hatte der Ort 246 Einwohner.
Taşçı liegt im Tal des Flusses Zamantı Irmağı, der etwa 15 Kilometer westlich in den Seyhan mündet. Im Ort liegt die Einmündung des Şamaz Dere, auch Homur Suyu genannt. Letzterer entspringt auf dem 15 Kilometer südlich gelegenen, 2721 Meter hohen Bakırdağ, von dem das Dorf seinen volkstümlichen Namen hat. Er gehört zum westlichen Teil der Tahtalı Dağları, die wiederum zum Taurusgebirge gehören.
An einer Engstelle des Şamaz Dere, etwa zwei Kilometer südlich von Taşçı, liegen am östlichen Ufer die beiden hethitischen Felsreliefs von Taşçı.